# サント＝ジャンヌ＝ダルク (マリア・シャドレーヌ郡)
サント＝ジャンヌ＝ダルク （Sainte-Jeanne-d'Arc）は、カナダのケベック州サグネ・ラック・サン・ジャン地域の村落自治体。小ペリボンカ川とノワール川との合流地点にある。

## 歴史
1898年、最初の入植者が小ペリボンカ河岸に移住した。そこはサンタメデ＝ドゥ＝ペリボンカ村の端だった。多くの家族が入植者となり、大地を開墾したので、20世紀初頭の人口はおよそ500人だった。教区に昇格する以前、近隣の教区の伝道活動が、入植者のためになされた。1921年、司教ミシェル・トマ・ラブレックは、伝道活動の最初の教区司祭としてダマス・ブーランジェを任命した。ブーランジェはのちに教会建設の担当となった。1921年終わりに教会が開かれた。1934年3月20日、火事によってサント＝ジャンヌ＝ダルクの学校、教会、司祭館が破壊された。教会は再建され1936年に完成した。

### 屋根付き橋

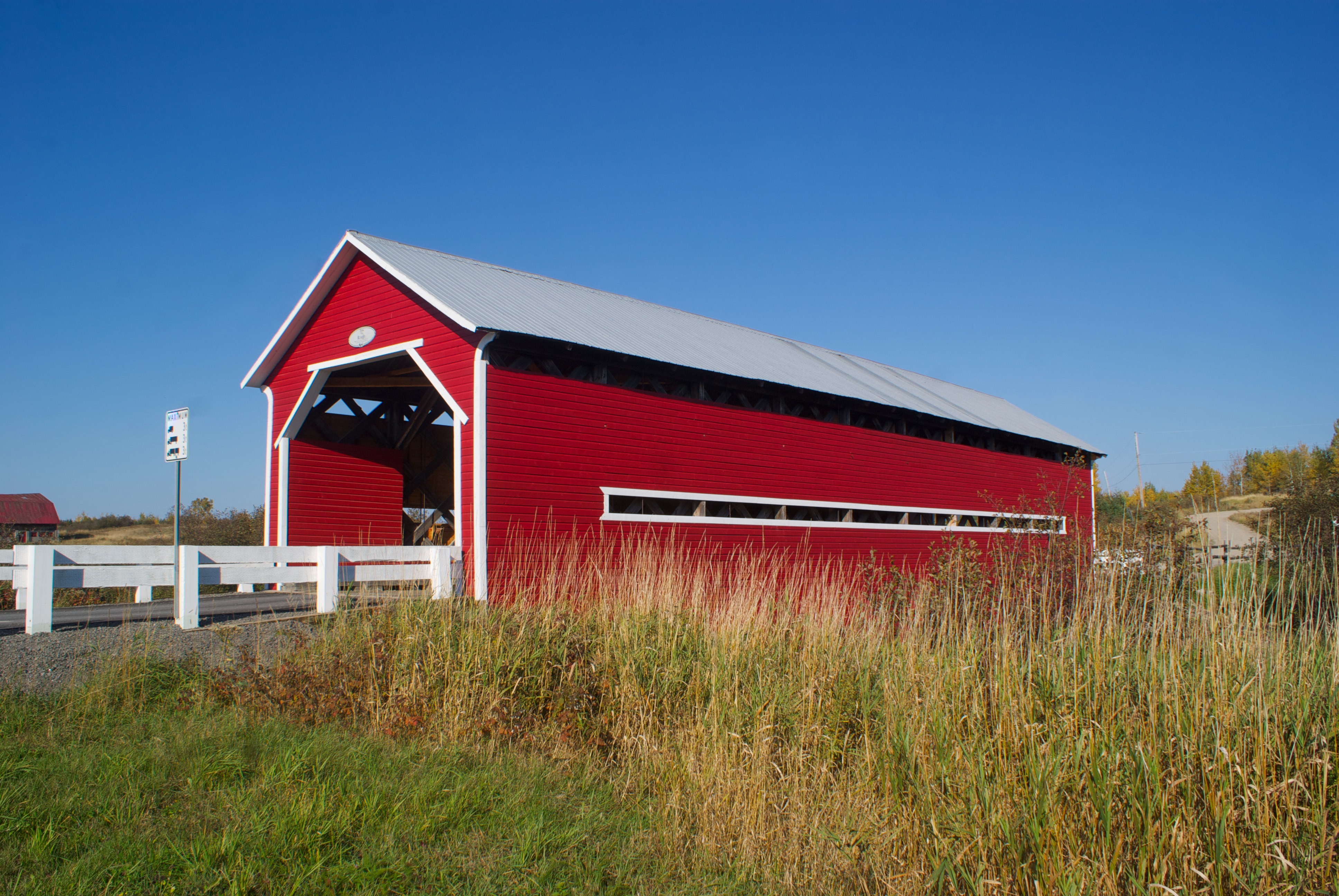
橋

サント＝ジャンヌ＝ダルクは屋根付き橋を持つことで知られる。1936年に建設された橋は、全長24.6m、幅6.27m、高さが3.73mある。橋は、ノワール川の上に架かっている。

## 人口統計
| 1991年 | 1996年 | 2001年 | 2011年 | 2016年 |
| ------ | ------ | ------ | ------ | ------ |
| 1113   | 1158   | 1128   | 1089   | 1050   |

参照元:Statistique Canada